# Borsa merci di Trieste

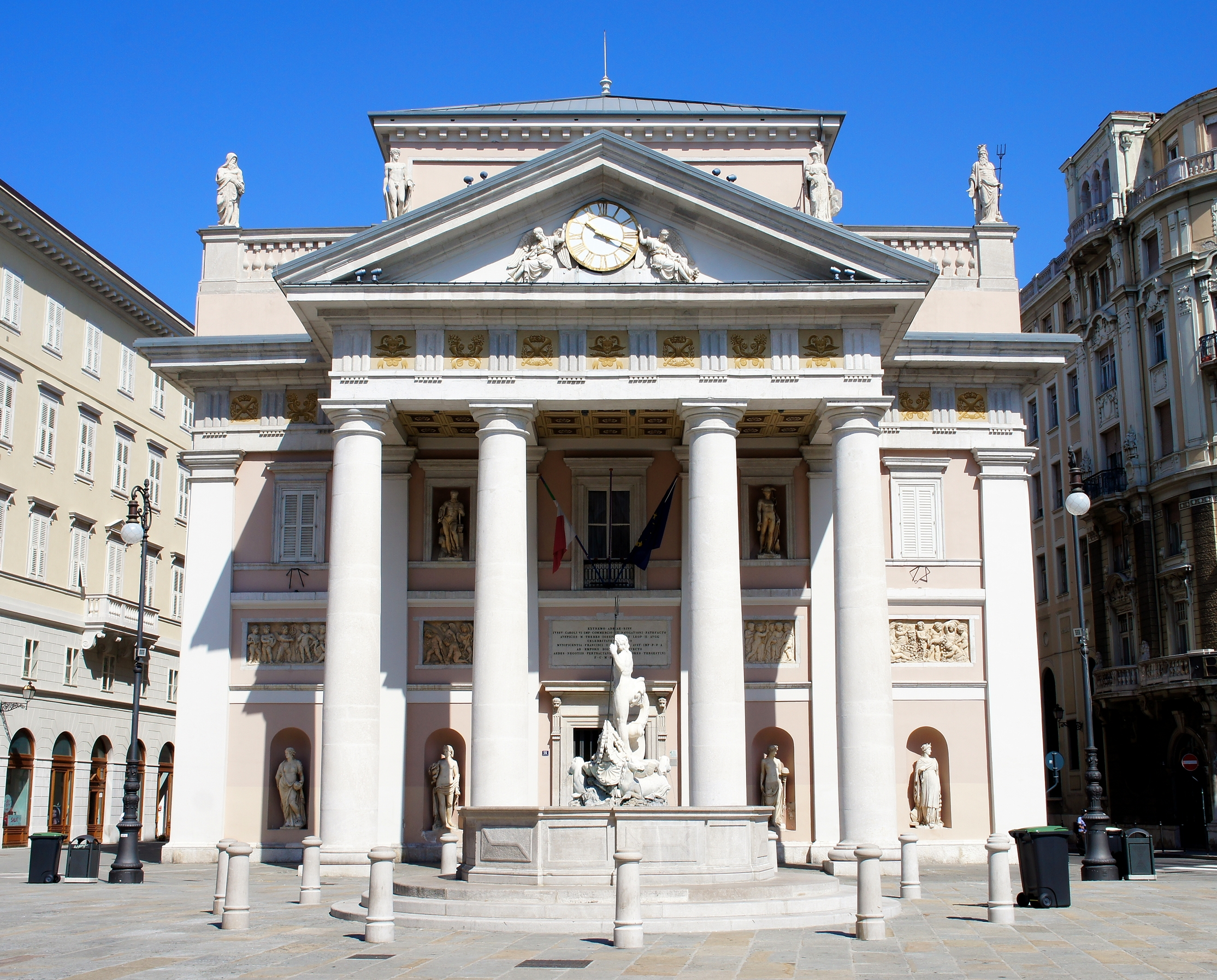
La borsa merci di Trieste

La Borsa merci di Trieste (BMTS), fondata nel 1755, è uno strumento operativo di scambio ed un elemento di visibilità a livello internazionale a sostegno della competitività delle aziende

## Storia
La piena fioritura di Trieste come emporio internazionale ebbe luogo nel XVIII secolo, per volontà del Governo imperiale asburgico, che, regnante Carlo VI, tra il 1719 e il 1731, con l'istituzione del Porto franco, del Tribunale mercantile e della Deputazione mercantile, organo elettivo dei commercianti triestini che affiancò la governativa Intendenza commerciale, pose le basi dello sviluppo economico della città.
Nel 1755 l'imperatrice Maria Teresa sostituì la Deputazione, sciolta alcuni anni prima, con la Rappresentanza commerciale, che poteva operare in autonomia dal Governo, e contestualmente istituì, il 20 giugno, la Borsa mercantile di Trieste, retta da un organo collegiale, di durata triennale, denominato Deputazione di Borsa.
Tale organo era costituito da sei membri, eletti nelle radunanze generali e confermati dal Governo, e ad esso faceva capo una ampia gamma di competenze attinenti al commercio triestino: proponeva al Governo provvedimenti in materia di dazi, tariffe e dogane, diritti e doveri commerciali, si occupava degli orari e delle condizioni di lavoro, intratteneva rapporti con gli altri Porti franchi ed aveva funzioni consultive in merito alle convenzioni commerciali internazionali, nonché in merito alle opere di pubblica utilità.
Tra i suoi compiti rientrava anche la gestione delle rendite di Borsa, dello Stabilimento per la consegna delle merci, la custodia dell'archivio commerciale, la convocazione delle assemblee. Inoltre trasmetteva al Governo proposte e rimostranze provenienti dal ceto commerciale della città.
Per far fronte a problemi straordinari la Deputazione veniva affiancate dalla Consulta di Borsa, composta da quaranta membri, parimenti eletti dal ceto mercantile.
Nel 1853, in esecuzione di una legge del 1850 valida per tutto l'impero, fu istituita a Trieste la Camera di Commercio ed Industria, della quale la Deputazione di Borsa entrò a far parte.
La Deputazione di Borsa contribuì fattivamente allo sviluppo economico di Trieste nel corso dell'Ottocento con molteplici iniziative, le più importanti delle quali furono la progettazione, finanziamento e realizzazione, a partire dal 1815, di una serie di fari marittimi nel mar Adriatico e la costituzione, nel 1842, del “Monte Civico Commerciale”, in seguito denominato “Cassa di Risparmio di Trieste”.
A partire dal 1875, la tradizionale funzione di componimento amichevole delle controversie commerciali, svolta dalla Deputazione fin dall'origine, assunse carattere istituzionale con la creazione del “Giudizio arbitramentale di Borsa”  che, con le modifiche statutarie e giuridiche dovute all'armonizzazione con le regole italiane sull'arbitrato, è tuttora operante come Camera arbitrale.
Con la fine della prima guerra mondiale ed il passaggio di Trieste al Regno d'Italia, la borsa-merci di Trieste e le istituzioni ad essa collegate furono assorbite nelle analoghe istituzioni di diritto italiano, quali le Borse di Commercio, autorizzate a trattare sia merci sia valori, regolate dalla legge 1068 del 1913. Dopo il 1920 continuò ad operare in modo distinto dalla Borsa valori di Trieste, attiva fino al 1996, seguendo i destini, non sempre felici, dell'economia giuliana.